# Katerina Stikoudī
Katerina Stikoudī (in greco Κατερίνα Στικούδη?; Salonicco, 16 aprile 1985) è una cantante, modella, conduttrice televisiva e attrice greca.
È salita alla ribalta nel 2005, quando ha vinto il concorso di bellezza Miss Grecia, ottenendo la possibilità di rappresentare il suo Paese al concorso Miss Mondo. È stata inoltre istruttrice di nuoto per bambini all'Istituto Tecnologico Educativo di Larissa, presso il quale è stata a sua volta studentessa. Nel 2006 ha recitato nella serie televisiva greca Erōtas. Nello stesso periodo ha condotto il programma televisivo La Sousourela, in onda su Star Channel, e nel 2008 ha ospitato il programma Mega Star. Nel 2009 Katerina Stikoudi ha collaborato con il disc jockey Lava, cantando nel singolo Tóra, per poi iniziare una carriera nella musica come solista.

## Biografia
Katerina Stikoudi è nata e cresciuta a Salonicco, in Grecia. È figlia di Nikos Stikoudi, un fruttivendolo, e di Ntina Stikoudi, un'insegnante di scuola. A 8 anni si è iscritta al Panthessalonikeios Athlitikós Ómilos Konstantinopoliton (PAOK), un'accademia di nuoto di Salonicco. Ha studiato presso l'Istituto Tecnologico Educativo di Larissa a Larissa, presso il quale è stata a sua volta istruttrice di nuoto per bambini. Nel 2001, all'età di 16 anni, è diventata una nuotatrice professionista, partecipando al campionato di nuoto nazionale e piazzandosi al quinto posto.

## Carriera

### Modella e conduttrice televisiva
Dopo essere stata incoronata Miss Grecia a marzo 2005, Katerina Stikoudi ha rappresentato la Grecia a Miss Mondo 2005, evento tenutosi in Cina il 10 dicembre 2005, per poi continuare la sua carriera da modella.
L'anno successivo ha firmato un contratto con il canale televisivo locale Star Channel per presentare il suo talk show televisivo mattutino La Sousourela. Nell'estate dello stesso anno ha firmato un contratto con ANT1 per ospitare, come co-conduttrice, lo spettacolo televisivo greco Proinos Kafes per due stagioni. Nel 2008 ha firmato un contratto con Mega Channel per ospitare il programma televisivo musicale greco Mega Star per tre stagioni, ma nel maggio 2011 Mega Channel ha deciso di interrompere permanentemente il programma dopo 22 anni. Tra il 2009 e il 2010 Stikoudi ha ospitato il talent show televisivo Guinness dei primati per una stagione, tranne che per lo spettacolo musicale. Nel 2019 Skai TV e Acun Medya hanno annunciato che il 13 gennaio 2020 Stikoudi avrebbe ospitato la terza stagione del reality di moda greco My Style Rocks, basato sull'analogo statunitense Styled to Rock.

### Cantante
Nel 2009 Stikoudi ha debuttato come cantante nel singolo di dj-Lava Tóra (Τώρα) e l'anno successivo ha collaborato con il gruppo musicale NEVMA cantando nel loro singolo Emmoni (Εμμονη).
Nel 2011 dopo la chiusura del programma Mega Star, che in quel periodo presentava, da parte di Mega Channel, Stikoudi ha deciso di intraprendere una carriera musicale e ha firmato un contratto con l'etichetta discografica greca Minos EMI, facente parte del gruppo societario statunitense Universal Music Group, pubblicando il suo primo album di debutto I mousikí mou (Η μουσική μου). Nel 2013 ha pubblicato il suo secondo album, I géfsi tis zoís mou (Η γεύση της ζωής μου), che include le canzoni Senário (Σενάριο), Mi (Μη), Psilá Takoúnia (Ψηλά τακούνια) e M' Éna Sou filí (Μ' Ένα Σου Φιλί). Nel 2015 ha pubblicato l'album Cliche e nel 2018 è uscito Soundtrack.
Stikoudi ha inoltre espresso interesse nel rappresentare Cipro all'Eurovision Song Contest 2021.

### Attrice
Stikoudi ha ottenuto un piccolo ruolo nel film del 2010 Soúla Éla Xaná (Σούλα Έλα Ξανά) e nel 2017 è apparsa nel film O thisavrós (Ο θησαυρός). Nel 2018 ha interpretato il personaggio di Margarita nel film commedia Mazí ta fágame (Μαζί τα φάγαμε), con Antōnīs Kafetzopoulos e Sotiris Kalivatsis.
Stikoudi ha avuto un ruolo principale nella serie comica Ta korítsia tou bampá (Τα κορίτσια του μπαμπά). Nel 2006 ha recitato nella soap opera greca Erōtas.

## Vita privata
Nel 2009 Karerina Stikoudi ha iniziato a frequentare il rapper e disc jockey greco Vangelis Serifis, conosciuto come DJ Rico, e, nel 2018, la coppia si è sposata nel villaggio di Morfáti, nell'unità periferica della Tesprozia, luogo d'origine di lui, nella Grecia nord-occidentale.

## Discografia

### Album
- 2011 – I mousikī mou
- 2013 – Ī gefsī tīs zōīs mou
- 2015 – Cliche
- 2018 – Soundtrack
- 2020 – Ta Christougenna mou esi

### Singoli
- 2009 – Tōra (feat. Lava)
- 2010 – Emmonī (feat. NEVMA)
- 2011 – 6 ekatommyria
- 2011 – Ī mousikī mou
- 2012 – Senario
- 2012 – Mī
- 2012 – Ap' tīn archī
- 2012 – O.K. (Den trechei tipota)
- 2012 – San na mīn yparchō
- 2013 – Psīla takounia
- 2013 – Milia Μakria (feat. Ablaze)
- 2013 – M' ena sou fili
- 2014 – S' ena oneiro
- 2014 – Ī gefsī tīs zōīs mou
- 2014 – Tatouaz
- 2015 – Cliche
- 2015 – Synnefia
- 2015 – Tha sou perasei (feat. NEVMA)
- 2016 – Voices
- 2016 – I Like the Way
- 2016 – Piranchas (feat. TNS)
- 2018 – Intuited
- 2020 – Diaferō
- 2020 – No habla español (feat. Isorropistis, Goin' Through e Obi Omah)
- 2020 – Oi istories mas (feat. Eleutheria Eleutheriou)
- 2020 – Ta Christougenna mou esi
- 2021 – Grande (feat. Kings, KG)
- 2021 – All In (feat. Lil Pop, DJ Stephan)
- 2021 – Ekdikīsī

## Filmografia

### Cinema
- Soula ela xana, regia di Vasilīs Myrianthopoulos (2009)
- O thīsauros, regia di Stratos Markidīs (2017)
- Mazi ta fagame, regia di Stratos Markidīs (2018)

### Televisione
- La Sousourela – programma TV, (2005-2006)
- Erōtas – serie TV, (2005-2006)
- Prōinos kafes – programma TV, (2006-2008)
- Ta koritsia tou mpampa – serie TV, (2007-2008)
- Lola – serie TV, (2008)
- Mega Star – programma TV, (2008-2011)
- Latremenoi mou geitones – serie TV, (2009)
- Ī polykatoikia, serie TV, (2009-2010)
- Guinnes World Record – programma TV, (2009-2010)
- M+M – serie TV, (2010)
- Just the Two of Us – programma TV, (2010-2011)
- Mila mou vrōmika – serie TV, (2010)
- Playmate of the Year – programma TV, (2011)
- Ī zōi tīs allīs – serie TV, (2011)
- To soi sou – serie TV, (2011)
- Dancing with the Stars – programma TV, (2013-2014)
- Your Face Sounds Familiar – programma TV, (2019)
- Peta tī fritezaìì – serie TV, (2019)
- An īmoun plousios – serie TV, (2019-presente)
- My Style Rocks – programma TV, (2020)